# Trenutki odločitve
Pour plus de détails, voir Fiche technique et Distribution.
Trenutki odločitve (lit. Moments de décision) est un drame slovène en noir et blanc réalisé par František Čap en 1955. Le film reçoit la Grande Arène d'or du meilleur film au Festival du film de Pula en 1955 ainsi que la Grande Arène d'or du meilleur rôle masculin pour Stane Sever et celle du meilleur réalisateur pour František Čap.

## Synopsis
Durant la Seconde Guerre mondiale, un partisan yougosolave blessé est soigné dans un hôpital anti partisan. Un médecin, le docteur Koren l'aide à s'évader mais tue malencontreusement un soldat anti partisan dans sa fuite. Mais lorsqu'il se retrouve devant le père de l'homme qu'il a tué, que ce dernier apprend ce qu'il a fait et que, au même moment la femme du défunt soldat accouche, le docteur Koren doit choisir entre s'enfuir pour sauver sa vie ou aider la femme à accoucher,,.

## Fiche technique
Sauf indication contraire, les informations mentionnées dans cette section peuvent être confirmées par la base de données cinématographiques IMDb,  présente dans la section « Liens externes ».
- Titre original : Trenutki odločitve
- Réalisation : František Čap
- Scénario : Branko Belan
- Musique : Bojan Adamič
- Photographie : Ivan Marincek
- Son : Franjo Jurjec
- Décors : Mirko Lipuzic
- Costumes : Nada Souvan
- Pays de production :  Yougoslavie
- Genre : Drame
- Durée : 101 minutes

## Distribution
Sauf indication contraire, les informations mentionnées dans cette section peuvent être confirmées par la base de données cinématographiques IMDb,  présente dans la section « Liens externes ».
- Stane Sever : Le docteur Koren
- Julka Starič : soeur Marija
- Stane Potokar : Le batelier
- Bert Sotlar
- Nežka Gorjup
- Metka Bučar
- Franek Trefalt
- Bert Sotlar
- Severin Bijelić : un partisan
- Jože Pengov
- Janez Čuk